# 漫画サンデー

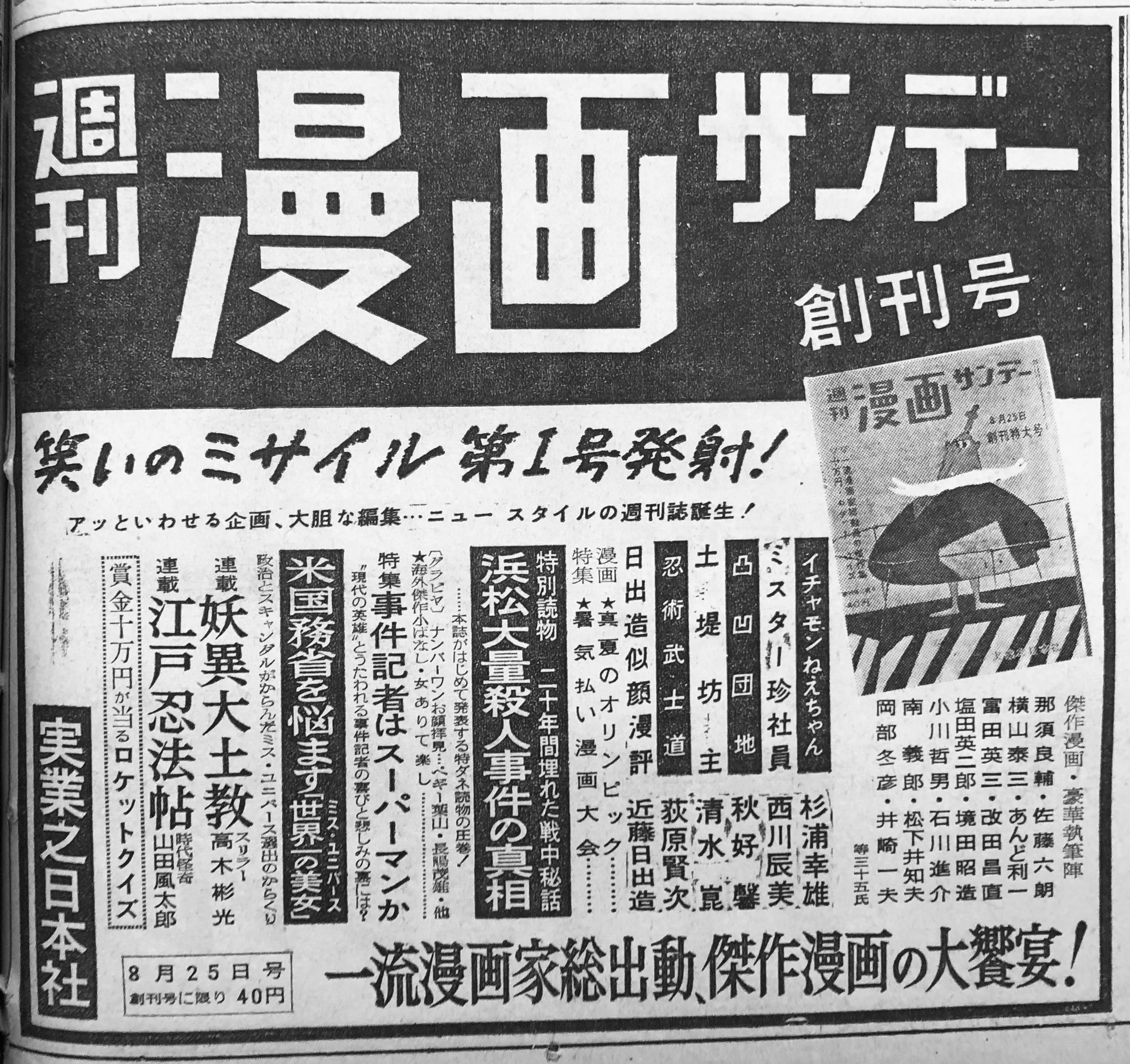
『週刊漫画サンデー』1959年8月25日号（創刊号）の新聞広告

『漫画サンデー』（まんがサンデー）は、実業之日本社が発行していた漫画雑誌である。第1・第3火曜日発売。1959年8月11日発売の8月25日号をもって創刊した。雑誌コード：20831。版型：B5判。定価：350円。創刊編集長は峯島正行。略称「漫サン」（まんさん）。単行本化したものにも全て「マンサンコミックス」の銘が入っている。
長らく週刊誌として『週刊漫画サンデー』の名称で刊行されており、2012年6月5日に発売したNo.23より隔週刊となり、誌名から「週刊」が外された。
2013年2月19日発売の3月5日号、No.5（通巻2795号）をもって休刊した。
かつてはナンセンス漫画（大人漫画）・小説・読み物を中心とした内容で、休刊前にはストーリー漫画・お色気4コマ漫画・コラムが中心となっていた。1970年代には、つげ義春に作品の発表の場を多く与えた。
派生誌として『漫画サンデーフォアマン』（月2回刊）が発行されていた。

## 休刊当時連載されていた作品
五十音順。※は週刊誌時代からの連載
- 援護部長ウラマサ（渡辺獏人）※
- カナデのソラ（原作：狩野シロ、作画：紅林直、シナリオスーパーバイザー：吉田玲子）
- 吉祥寺★パラダイス（大谷じろう）
- 女王の穴（クイーンズ・ホール）（山口譲司）
- しすとも（稲光伸二）
- シバのヨル（松枝尚嗣）
- シンクロ（坂辺周一）
- 蒼太の包丁（原作：末田雄一郎、作画：本庄敬）※
- チャリング【自転車女子物語】（やまさき拓味）※
- トリガー（原作：板倉俊之、作画：武村勇治）※
- 放課後の拳銃（原作：香川まさひと、作画：木村直巳）※
- ほな、また明日!（東元）
- 本日は休診（石川サブロウ、シリーズ連載）
- ほんのり猫味（いわみちさくら）※
- 湯けむりスナイパー（原作：ひじかた憂峰、作画：松森正）※（シリーズ連載）
- をのころん（原作：ルノアール兄弟、作画：高本ヨネコ）

## 過去の掲載作品

### あ行
- 愛と復讐の挽歌（倉科遼）
- アギャキャーマン（谷岡ヤスジ）
- アトミックのおぼん（杉浦幸雄）
- あんたが悪いっ（いがらしみきお）
- イオナちゃん（宍倉ユキオ）
- イケガヤ・アフィオセミオン・ルーム（内田春菊）
- 石松ちゃん（平ひさし）
- 一輝まんだら（手塚治虫）
- 一杯いきますか!!（石原まこちん）
- 上を下へのジレッタ（手塚治虫）
- 艶恋師（原作：倉科遼、作画：みね武）
- 海猫亭へようこそ（原作：剣名舞 作画：村尾忠義）
- SFもどき（辰巳ヨシヒロ）
- エスパイ（小松左京）※小説作品
- 江戸バルザック（かわすみひろし）
- エナジィ（やまあき道屯）
- おいらん姐さん（鈴木あつむ）
- おいしいパンを召しあがれ！（作画：田中つかさ、原案：大和田聡子）
- お酒の神様に乾杯!!（高倉あつこ）
- Oh☆ジャリーズ!!（秋竜山）
- お天気ガール（原作：半井小絵、作画：田中つかさ）
- オバー自慢の爆弾鍋（原作：天願大介・高津祥一郎、作画：こせきこうじ、原案：BEGIN）
- 面影の女（ひと）（杉浦幸雄）

### か行
- 賭けゴロ（原作：津流木詞朗 作画：地引かずや）
- 賭ゴロの鉄（原作：梶川良 作画：政岡としや）
- かさねの道（タオ）（原作：かわさき健、作画：今谷鉄柱）
- 歌舞伎町弁護人 凛花（原作：松田康志、作画：花小路ゆみ）
- 監禁探偵（原作：我孫子武丸、作画：西崎泰正）
- 監察医 朝顔（原作：香川まさひと、作画：木村直巳、監修：佐藤喜宣）
- かっぱ十七（清水崑）
- カンバラコント（神原則夫）
- 感涙食堂（吉開寛二）
- キザッペ（鈴木義司）
- 君たちに明日はない（原作：垣根涼介、作画：笠原倫）
- ギャートルズ（園山俊二、テレビアニメ「はじめ人間ギャートルズ」の原作の前作）
- ギャンブル王（原作：バーミー双六 作画：マーチン角屋）
- 究極兵器 将太郎（原作：北芝健、作画：片山誠）
- 女王の穴～クイーンズ・ホール～（山口譲司）
- 黒猫とピストル（原作：赤川次郎 作画：渡辺さだお）
- 劇画ヒットラー（水木しげる）
- ゲゲゲの鬼太郎挑戦シリーズ（水木しげる）
- ゲゲゲの鬼太郎（水木しげる、1997年に鬼太郎霊団の第2話を前後編に分けて掲載）
- ケンカ駆け込み寺 用心坊（原作：今野敏、作画：土山しげる）
- 剛球少女（原作：田中誠一、作画：千葉きよかず）
- 極道兵器（石川賢、『コミックジャックポット』（リイド社）より転籍）
- コケカキイキイ（水木しげる）
- コスプレ探偵（原案：倉科遼、作画：宮崎摩耶）
- この腕売ります（鳴島生）
- これで家族（原作：西ゆうじ、作画：杉江雅巳）
- 婚プレックス♥ジャーニー（斉藤いくみ）

### さ行
- 最果てのサイクロプス（鈴木マサカズ）
- 裁判員の女神（原作：毛利甚八、作画：かわすみひろし、原案：井垣康弘）
- 百日紅（杉浦日向子）
- 地獄の軍団（辰巳ヨシヒロ）
- 静かなるドン（新田たつお）
- シャケ（原作：津流木詞朗 作画：土山しげる）
- ショージ君（東海林さだお）
- 商社マンは今日も踊る（小田ビンチ）
- 庶民御宿（つげ義春）
- 真実の男 大安吉日真太郎（福本伸行）
- 新まるごし刑事（原作：北芝健 作画：小林政王）
- 刃蕾-JINRAI-（一智和智）
- 吸いたいもん（沼よしのぶ）
- ストロベリーナイト（原作：誉田哲也、作画：堀口純男）
- セツ（木葉功一）

### た行
- 退屈な部屋（つげ義春）
- 体験妻（村山一夫）
- 卓上みだれ日記（白木卓）
- 武田みけん星（司敬）
- ちゅうじょ 中京女子大レスリング部物語（作画：中祥人、原作協力：星井博文）
- 天才バカボンのおやじ（赤塚不二夫・古谷三敏）
- 独眼左近（村野守美）
- とせい 〜任侠書房〜（原作：今野敏、作画：渡辺保裕）※小説作品
- 突撃としこ（原としこ）
- Dreams 〜ショーガールの夢〜（原作：倉科遼、作画：東克美）

### な行
- 流れ板竜二（原作：牛次郎 作画：笠太郎）
- 流れ星五十三次（石森章太郎）
- なんちゃって駅弁（原作：守靖ヒロヤ、作画：上農ヒロ昭）
- 女犯坊（原作：坂本六有、作画：ふくしま政美）
- 人間ども集まれ!（手塚治虫）
- 狙われた病室（原作：我孫子武丸、作画：西崎泰正）

### は行
- 歯かけの恋（うた）（原作：かわさき健、作画：ふんわり）
- 噺屋の女房（森本サンゴ）
- 波瀾万城（やまだ浩一）
- 百馬鹿（横山隆一）
- ヒートアイランド（原作：垣根涼介、作画：鬼窪浩久）
- ひみこーッ（黒鉄ヒロシ）
- ひょうきんチャンネル（高橋春男）
- 憑鬼の剣（原作：かわさき健、作画：井上紀良）
- ふたりのり（高田靖彦）
- 無頼の剣（原作：吉川英治 構成：扇澤延男 作画：宮代忠童）
- 不倫白書（原作：倉科遼、作画：東克美）
- ペーター・キュルテンの記録（手塚治虫）
- Very坊主（ベリー・ボンズ）!（原作：桜小路むつみ、作画：市川智茂）
- ベンベン物語（加藤芳郎）
- ぼくんちはBar（千葉きよかず）
- ホロ酔い酒房（原案：野上ヒロノブ、画：長尾朋寿）
- ポンコツおやじ（富永一朗）
- 番外社員（藤子不二雄Ⓐ）
- 日影眩の仰天アングル（イラストレーション：日影眩）

### ま行
- 麻雀昭和怨歌（原作：小島武夫 作画：芳谷圭児）
- 毎日がゴルフデー（原作：三木孝祐 作画：村祭まこと）
- マッチョ★マックス（木村知夫）
- またまたなんちゃって駅弁（原作：守靖ヒロヤ、作画：上農ヒロ昭）
- まるごし刑事（原作：北芝健、作画：渡辺みちお）
- まんがの花道（原作：桜小路むつみ、作画：金井たつお）
- まんだら屋の良太（畑中純）
- まんぷくB級グルメ旅（シーシー&ヨコイさん）
- Mr.ジレンマン（笠太郎）
- みんなのバス（原作：西ゆうじ、作画：引野真二）
- 女神たちの二重奏（花小路ゆみ）
- 毛沢東伝（藤子不二雄Ⓐ）
- MoMoKo（愛川哲也）

### や行
- 夜が掴む（つげ義春）
- やさぐれ雀士（原作：野村敏雄、作画：北野英明）
- 野望球団（原作：牛次郎 作画：影丸譲也）
- 野望の伝説（原作：原麻紀夫、作画：那須輝一郎）
- 山棟蛇（手塚治虫）
- 闇貸師（原作：向谷匡史、画：神田たけ志）

### ら行
- 龍帝 ～DRAGON EMPEROR～（原作：市原剛、作画：今野直樹）

### わ行
- 若女将はな（沖田龍児）
- 笑ゥせぇるすまんシリーズ（「黒ィせぇるすまん」等、藤子不二雄Ⓐ）
- われら婦夫（おだ辰夫）

## 映像化

### アニメ化
| 作品                                | 放送年 | アニメーション制作 | 備考 |
| ----------------------------------- | ------ | ------------------ | ---- |
| 笑ゥせぇるすまん (黒ィせぇるすまん) | 1989年 | シンエイ動画       |      |
| 笑ゥせぇるすまん (黒ィせぇるすまん) | 2017年 | シンエイ動画       |      |

| 作品             | 発売年 | アニメーション制作 | 備考 |
| ---------------- | ------ | ------------------ | ---- |
| まんだら屋の良太 | 1989年 | N/A                |      |
| 静かなるドン     | 1991年 | 東京ムービー新社   |      |

- コミックスの出版社を移籍して劇場アニメ化された作品だと『百日紅』もある。

### ドラマ化
| 作品                 | 放送年          | 制作                              | 備考     |
| -------------------- | --------------- | --------------------------------- | -------- |
| アトミックのおぼん   | 1964年          | 日本テレビ                        |          |
| まんだら屋の良太     | 1986年          | NHK大阪放送局                     |          |
| 静かなるドン         | 1994年 - 1995年 | 光和インターナショナル 日本テレビ |          |
| 静かなるドン         | 1995年（SP1）   | 光和インターナショナル 日本テレビ |          |
| 静かなるドン         | 1996年（SP2）   | 光和インターナショナル 日本テレビ |          |
| 流れ板竜二（ドラマ） | 1997年          | テレビ朝日、東映                  |          |
| これで家族           | 1997年 - 1998年 | 中部日本放送                      |          |
| 退屈な部屋           | 1998年          | プラネットエンターテイメント      |          |
| 笑ゥせぇるすまん     | 1999年          | テレビ朝日、CUC                   | [ 注 1 ] |
| 一杯いきますか!!     | 2008年          | N/A                               |          |
| 湯けむりスナイパー   | 2009年（連続）  | オフィスクレッシェンド テレビ東京 |          |
| 湯けむりスナイパー   | 2010年（SP1）   | オフィスクレッシェンド テレビ東京 |          |
| 湯けむりスナイパー   | 2012年（SP2）   | オフィスクレッシェンド テレビ東京 |          |
| 歌舞伎町弁護人 凛花  | 2019年          | BSテレ東、トップシーン            |          |

| 作品                  | 公開年                 | 配給             | 備考     |
| --------------------- | ---------------------- | ---------------- | -------- |
| まんだら屋の良太      | 1986年                 | ニューセレクト   |          |
| 流れ板竜二（映画）    | 1997年                 | 東映             |          |
| 静かなるドン          | 2000年（第1作）        | ケイエスエス     | [ 注 2 ] |
| 静かなるドン          | 2009年（第2作・第3作） | クロックワークス | [ 注 3 ] |
| 静かなるドン          | 2023年（第4作・第5作） | ティ・ジョイ     | [ 注 3 ] |
| 静かなるドン          | 2024年（第6作・第7作） | ティ・ジョイ     | [ 注 3 ] |
| 艶恋師                | 2007年（第1作）        | ティーエムシー   |          |
| 艶恋師                | 2008年（第2作・第3作） | ティーエムシー   |          |
| 龍帝 -DRAGON EMPEROR- | 2016年                 | 龍帝プロジェクト |          |

| 作品         | 発売年                                                               | 制作               | 備考              |
| ------------ | -------------------------------------------------------------------- | ------------------ | ----------------- |
| 静かなるドン | 1991年 - 1996年（第1作 - 第10作） 2000年 - 2001年（第17作 - 第18作） | N/A                | [ 注 4 ]          |
| 静かなるドン | 1997年 - 1998年（第11作 - 第16作）                                   | N/A                | [ 注 3 ] [ 注 5 ] |
| 静かなるドン | 2011年（第19作・第20作）                                             | N/A                | [ 注 3 ]          |
| まるごし刑事 | 1993年（第1作）                                                      | N/A                |                   |
| まるごし刑事 | 2009年（第2作・第3作）                                               | キングオブキングス | [ 注 3 ]          |

- 本誌移籍前に実写映画化された作品だと『アトミックのおぼん』もある。
- 本誌で休刊まで連載した後、電子書籍で独自に発表した末にテレビドラマ化となった作品に『監察医 朝顔』もある。